# Auckland International 2012
Die Auckland International 2012 im Badminton fanden vom 21. bis zum 24. Juni 2012 in Epsom statt.

## Die Sieger und Platzierten
| Disziplin    | Gold                                         | Silber                        | Bronze                                    |
| ------------ | -------------------------------------------- | ----------------------------- | ----------------------------------------- |
| Herreneinzel | Lai Chien-cheng                              | Cheng Po-wei                  | Raj Popat                                 |
| Herreneinzel | Lai Chien-cheng                              | Cheng Po-wei                  | Tjitte Weistra                            |
| Dameneinzel  | Chang Ya-lan                                 | Cheng Yu-chieh                | Tai Ching-chieh                           |
| Dameneinzel  | Chang Ya-lan                                 | Cheng Yu-chieh                | Tracey Hallam                             |
| Herrendoppel | Kevin Dennerly-Minturn Oliver Leydon-Davis   | Tom Armstrong Tjitte Weistra  | Robert Batty Burty Molia                  |
| Herrendoppel | Kevin Dennerly-Minturn Oliver Leydon-Davis   | Tom Armstrong Tjitte Weistra  | Samuel Ho Riga Oud                        |
| Damendoppel  | Keshya Nurvita Hanadia Devi Tika Permatasari | Amanda Brown Kritteka Gregory | Anna Rankin Carmen Yuen                   |
| Damendoppel  | Keshya Nurvita Hanadia Devi Tika Permatasari | Amanda Brown Kritteka Gregory | Chen Ting-Yin Tai Ching-chieh             |
| Mixed        | Tom Armstrong Tracey Hallam                  | Luke Chong Victoria Na        | Oliver Leydon-Davis Susannah Leydon-Davis |
| Mixed        | Tom Armstrong Tracey Hallam                  | Luke Chong Victoria Na        | Raj Popat Devi Tika Permatasari           |